# Travisova letecká základna
Travisova letecká základna (anglicky Travis Air Force Base; kód IATA je SUU, kód ICAO KSUU, kód FAA LID SUU) je vojenská letecká základna letectva Spojených států amerických nacházející se pět kilometrů východně od města Fairfield ve státě Kalifornie. Je domovskou základnou 60. křídla vzdušné přepravy (60th Air Mobility Wing; 60 AMW), které je podřízeno Velitelství vzdušné přepravy (Air Mobility Command). Křídlo je vybaveno transportními letouny Lockheed C-5 Galaxy, McDonnell Douglas KC-10 Extender a McDonnell Douglas C-17 Globemaster III. Tato základna byla pojmenována na počest brigádního generála Roberta F. Travise, veterána druhé světové války.